# Hind Samachar

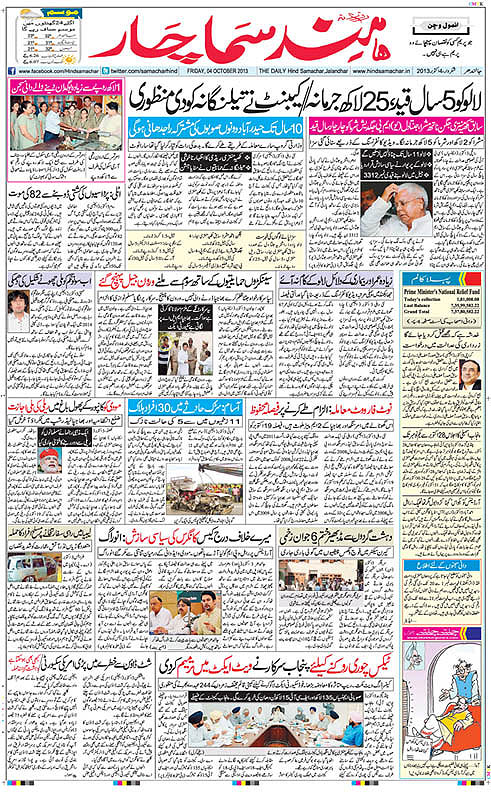
Hind Samachar van 4 oktober 2013

Hind Samachar is een Urdu-dagblad, dat uitkomt in de Indiase deelstaat Punjab. Het is een van de drie kranten die de Punjab Kesari Group in 1948 begon. De krant komt uit in drie edities: Jalandhar, Ambala en Jammu. Het hoofdkantoor is gevestigd in Jalandhar.
In 1981, toen een afscheidingsbeweging voor een onafhankelijk Khalistan actief was, werd de oprichter van de krant, Jagat Narian, door terroristen vermoord. Zijn zoon riep in 1983 een fonds voor slachtoffers van terrorisme in het leven, een jaar later kwam ook hij door een terroristische aanslag om het leven. In totaal zijn 62 medewerkers van de krant door terroristisch geweld om het leven gekomen, van krantenverkopers tot journalisten.